# Lessonia (Algengattung)

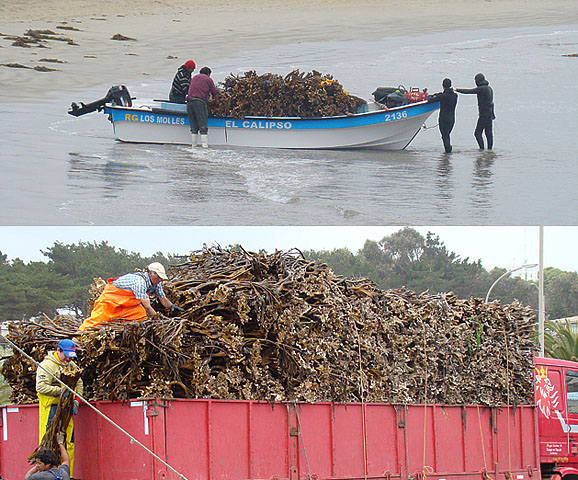
Ernte von Lessonia trabeculata in Chile

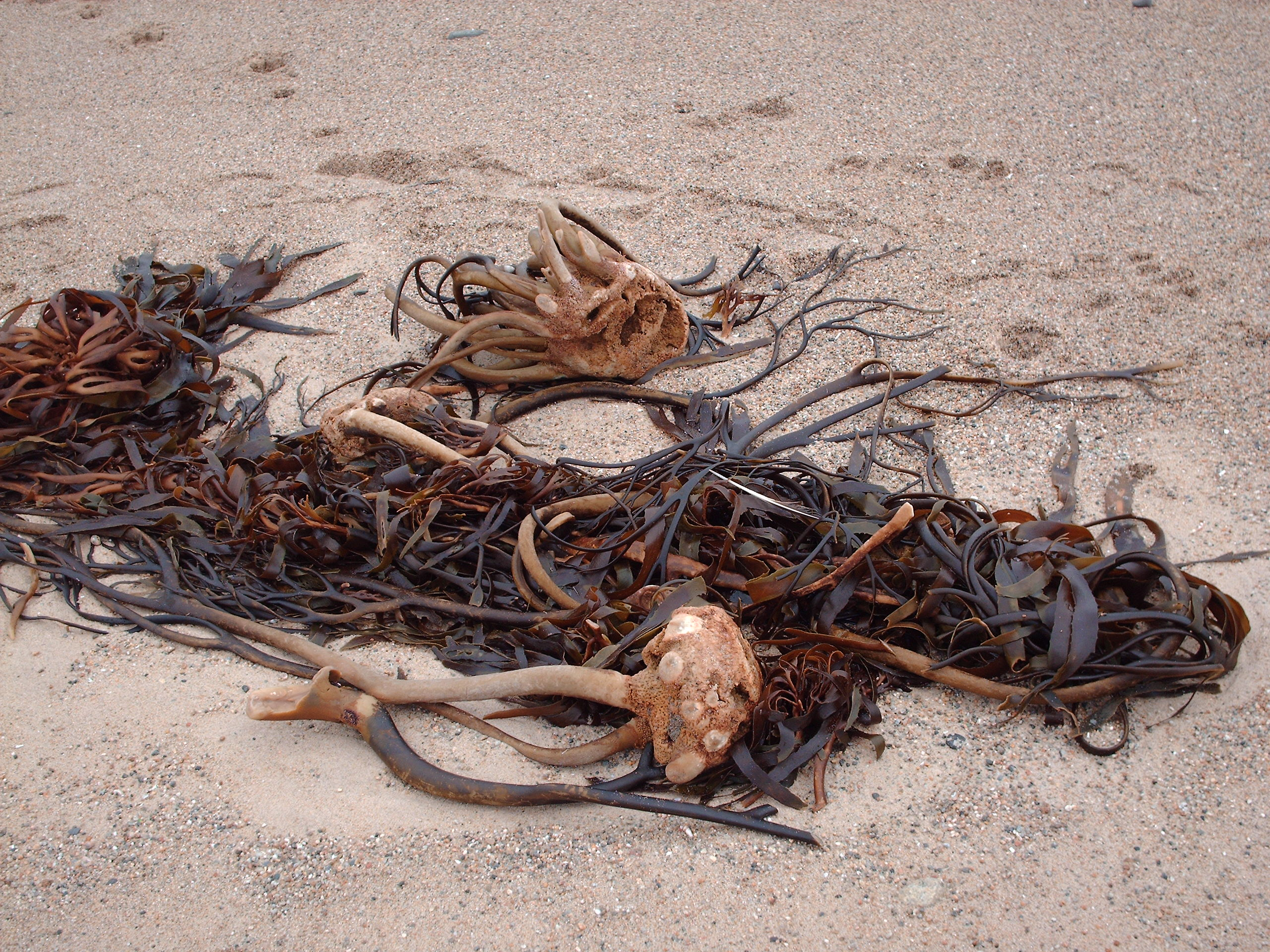
Lessonia nigrescens am Strand von El Quisco, Chile

Lessonia ist eine Gattung großer Seetang-Arten, die ausschließlich auf der Südhalbkugel und überwiegend im Pazifik an den Küsten von Südamerika, Neuseeland, Tasmanien und den antarktischen Inseln vorkommen.
Die Gattung wurde 1825 von Jean Baptiste Bory de Saint-Vincent beschrieben.
Die Bezeichnung Lessonia bezieht sich auf René Primevère Lesson (1794–1849), einen französischen Chirurgen, Naturalisten, Ornithologen und Herpetologen.
Lessonia ist neben Macrocystis eine der beiden dominierenden Gattungen in Kelpwäldern. In Chile bildet Tang der Gattung Lessonia eine bedeutende Grundlage der Biodiversität an Felsküsten. Wissenschaftler beobachten die Auswirkungen der Ernte von Lessonia-Arten auf andere marine Lebensformen.
In Neuseeland treten vier Arten der Gattung auf. L. tholiformis existiert nur auf den Chathaminseln. L. adamsiae kommt ausschließlich auf den Snaresinseln vor.
Insbesondere Lessonia nigrescens und Lessonia trabeculata werden zur Gewinnung von Alginat geerntet.

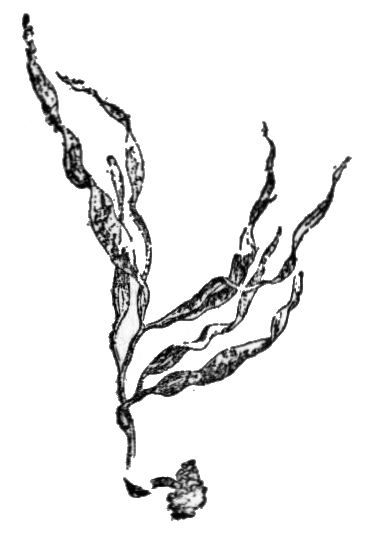
Lessonia nigrescens im Nordisk familjebok

## Arten
- Lessonia adamsiae
- Lessonia brevifolia
- Lessonia corrugata
- Lessonia frutescens
- Lessonia nigrescens
- Lessonia searlesiana
- Lessonia tholiformis
- Lessonia trabeculata
- Lessonia vadosa
- Lessonia variegata